# 蛇の目寿司事件
蛇の目寿司事件（じゃのめずしじけん）とは、1965年9月19日、東京上野の寿司屋「蛇の目寿司」店内で聴覚障害者の男性と他の客とが争いを起こし、止めに入った店主を聴覚障害者の男性が頭部強打で死亡させた事件。

## 経緯
寿司店内で2人の聾者が手話による会話をしていたところ、別の客3人から好奇の目を向けられ、やめるよう伝えても改まらなかった。そこで、席を立って客の肩を叩き注意を促したが、逆に殴られ喧嘩となった。
店主が仲裁に入ったが、逆に食器（下駄もしくはボウル）で聾者の頭を打ったため、今度は聾者と店主とで争いになり、聾者が店主を投げる行為に出た。
聾者に投げ倒された店主は、コンクリートの床で後頭部を強打し、翌朝病院で死亡した。

## 事件の影響
事件は飲食店内での客同士の喧嘩に端を発する傷害致死事件だが、争いの発端や裁判の進め方などに関して障害者差別の疑念が持ち上がり、他の聴覚障害者らによる支援が行われて、聾唖運動にまつわる重要な一事件となった。

### 手話の使用に対する偏見
現在でこそ手話は聴覚障害者の主要なコミュニケーション手段として認知されているが、当時は口話法（発声訓練や読唇術などによる健常者相手にもそのまま用いられる会話方法）が重視され、聾学校の教育ですら、手話は口話法より劣る手まねとして禁止されることも多かった。そのため、世間で手話を解する人口は極端に少なく、二人には店内で奇異の目が向けられることとなった。
なお、この二人は日本ろう学校中等部卒の者と台湾の尋常小学校3年中退者で、口話法には習熟しておらず、手話が唯一の会話法だった。　

### 裁判で手話通訳を受ける権利
被告の聾者は、自分の主張が正しく通訳されていない疑いがあるとして、手話通訳者の交代を何度も願い出た。自分が手話で語る時間の長さに比べて、通訳者の発言時間が短すぎるなどの根拠によるものだった。これに対し、手話通訳者は「冗長すぎる部分は簡潔に要点をまとめた」と回答している。
判決に関して、意思疎通の不足で被告側の主張が十分に考慮されておらず、通常より重い量刑だとの意見もある。

## 判決
加害者の聾者のうち、1人には懲役4年、もう1人には懲役10ヶ月・執行猶予3年が言い渡された。